# Дворец Голестан
Голестан (перс. کاخ گلستان‎, также Мраморный дворец) — дворец в Тегеране, музей. «Голестан» дословно означает «дворец роз».

## Описание

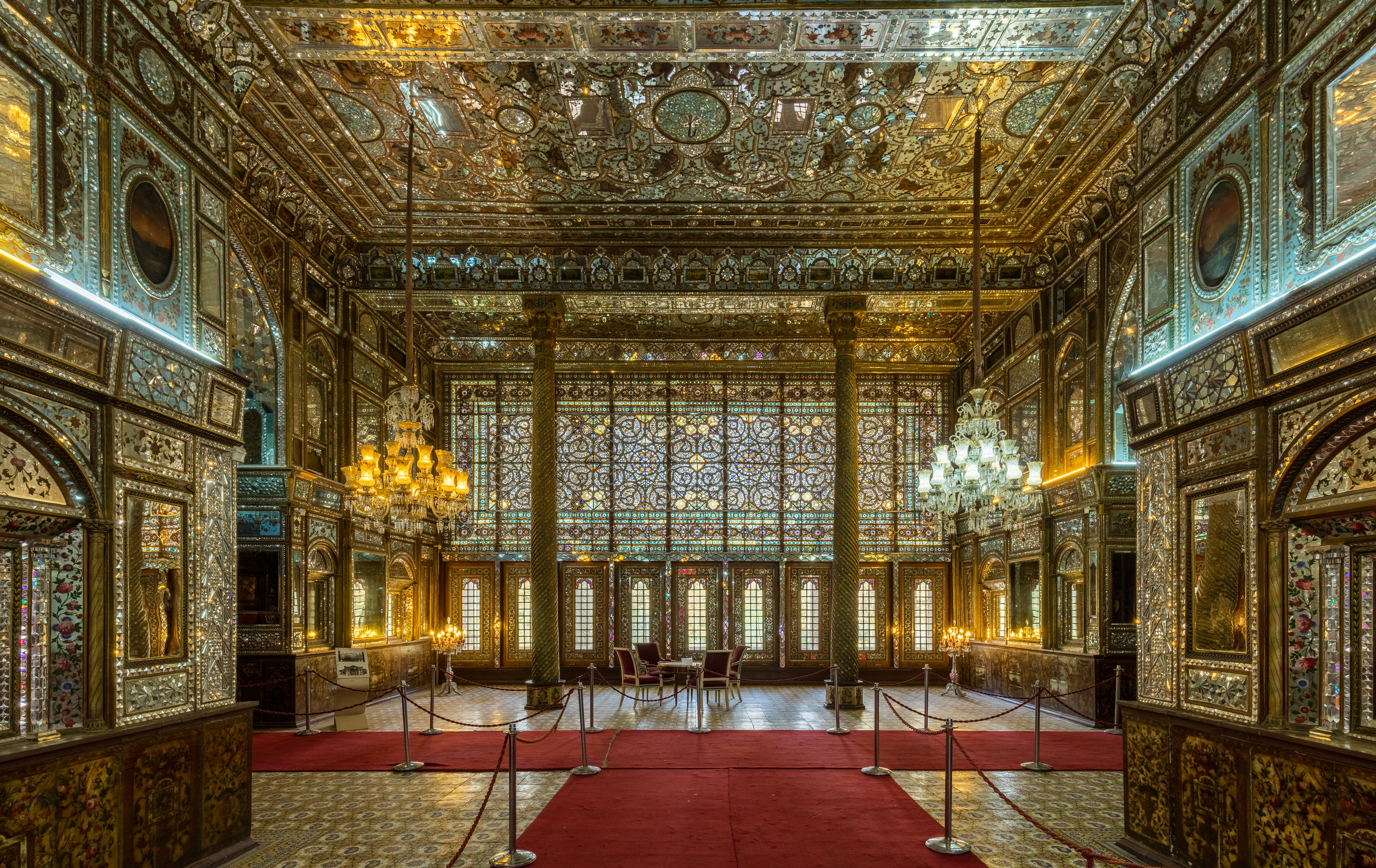
Интерьер дворца

Дворец был построен во время правления Тахмаспа I (1524—1576), однако постоянно перестраивался в течение XVIII—XIX веков. Наибольший вклад в строительство Голестана внесли Карим-хан Зенд (1750—1779), Ага Мухаммед-хан Каджар (1742—1797), который сделал Тегеран своей столицей, и Насреддин-шах (1848—1896), который похоронен на территории дворцового комплекса.
Дворец-музей Голестан условно разделён на 7 частей, в которые входят около 20 зданий: Антропологический музей, Бриллиантовый зал, Акс-хане (музей фотографии), Хоуз-хане (портретная галерея), Негар-хане (картинная галерея), павильон Шамс-ул-Эманех и Мраморный тронный зал.
В экспозиции музея представлены керамика различных эпох, работы по камню и металлу, ткани и гобелены, музыкальные инструменты, бытовая и праздничная одежда, обувь, оружие и всяческие принадлежности. Кроме того, здесь расположена крупная библиотека.
Центральным и наиболее значимым помещением дворца является Мраморный тронный зал (Айван-и-Тахт-и-Мармар), выстроенный в 1806 году по приказу Фетх Али-шаха. Зал использовался для официальных приёмов, а в 1925 году в нём прошла коронация шаха Резы Пехлеви. Зал богато украшен росписями, фресками, зеркалами, мрамором и плиткой и резьбой по дереву. Сохранившийся до наших дней трон, сделанный из йездского жёлтого мрамора, является вершиной иранской архитектуры.
Шамс-ул-Эманех (переводится как «дом солнца») — пожалуй, самое впечатляющее здание дворца. Оно представляет собой павильон с двумя ярко раскрашенными башнями, а также бассейн перед ним. Павильон был построен к 1867 году и оказался редким экземпляром удачного смешения восточной и западной архитектуры.
Из Европы Насреддин-шах привёз идею создать картинную галерею и музеи европейского типа. В 1870-х годах в Голестане были открыты две картинные галереи: в Хоуз-хане были вывешены картины европейских художников (в основном портреты), закупленные Насреддином и его предшественниками, а в Негар-хане — работы иранских художников. В XX веке коллекция Негар-хане была поделена между другими тегеранскими музеями, однако и сейчас в ней можно посмотреть картины художников каджарской эпохи.